# Central City Opera House
La Central City Opera House, che si trova nel National Historic Landmark District a Central City, Colorado, Stati Uniti, fu costruito nel 1878 da minatori del Galles e della Cornovaglia.

## Storia
Nel 1877 i cittadini di Central City organizzarono una raccolta fondi per un nuovo grande teatro d'opera, come si conveniva alla città mineraria per l'estrazione dell'oro "più ricca per miglio quadrato sulla terra." Molti degli abitanti della città erano minatori gallesi o della cornovaglia, che avevano portato con sé una ricca tradizione di musica dalla loro patria. Mentre i locali si accamparono durante la costruzione, gli organizzatori ingaggiarono alcuni dei migliori professionisti dell'edilizia della zona. L'architetto di Denver Robert S. Roeschlaub studiò un progetto elegante e sobrio per la struttura in pietra mentre l'artista di San Francisco John C. Massman aggiunse elaborati murales in rilievo all'interno. Un torrente scorre attraverso un canale artificiale, sotto l'Opera House.
I primi anni di gloria dopo l'inaugurazione del 1878 durarono poco. Sul suo palcoscenico si sono succeduto negli anni eventi musicali e teatrali; Buffalo Bill si esibì qui, come il circo Circo Barnum di Phineas Taylor Barnum. Quando le miniere di Central City furono fuori gioco, l'Opera House cadde in rovina.

## Restauri e ricostruzioni
Nel 1929 un gruppo dedicato di conservazionisti e amanti della musica di Denver costituì la Central City Opera House Association e si diedero da fare per cercare di riaccendere i riflettori. Uno sforzo volontario guidato da Ida Kruse McFarlane, Edna Chappell ed Anne Evans portò ad un restauro del Teatro dell'Opera nel 1932. Quell'estate, l'attrice Lillian Gish aprì il teatro dell'opera, recentemente restaurato, con Camille, lanciando una tradizione annuale di festival estivi a Central City che continua fino ad oggi.
Il teatro appare nei titoli di coda del film di cowboy del 1975, Duchess and the Dirtwater Fox, come un sito utilizzato in una scena in cui l'attrice Goldie Hawn esegue una danza di routine.
La manutenzione della costruzione diminuì nuovamente dopo il 1950. Negli anni dal 1980 al 1990, l'intera struttura  (la fondamenta ed il canale artificiale) fu restaurata, ricostruita, rinnovata o rimodernata da cima a fondo, compresa la sostituzione delle luci, una reliquia del 1920,  con un sistema di illuminazione computerizzato.
Nel 1999 le sedie di legno furono sostituite con delle lussuose nuove poltroncine da teatro. Un memoriale delle sedie originali è depositato nel basamento dell'immobile. Continuando una tradizione risalente al 1932, molte delle sedie commemorano pionieri Colorado, artisti notevoli e sostenitori dell'opera lirica. Nomi illustri come Horace Tabor, Buffalo Bill Cody, Beverly Sills e Lillian Gish, sono scolpiti sulla parte posteriore delle poltrone.
Il teatro è stato designato Monumento Storico Nazionale nel 1973.
La Central City Opera House è il locale per spettacoli della compagnia Central City Opera, che ha celebrato il suo 75º anno di attività nel 2007.